# Индийская кустарниковая кукушка
Индийская кустарниковая кукушка лат. Taccocua leschenaultii) — вид птиц из семейства кукушковых (Cuculidae). Выделяют три подвида. Ранее включался в род Phaenicophaeus. Распространены в Южной Азии. Не является гнездовым паразитом. Видовое название дано в честь французского ботаника и орнитолога Жан Батиста Лешено де ла Тура (фр. Jean Baptiste Leschenault de la Tour, 1773—1826).

## Описание
Индийская кустарниковая кукушка достигает длины 42—44 см и массы 174 г. Половой диморфизм не выражен. У взрослых особей номинативного подвида голова, спина и крылья песочно-рыжего цвета. Вокруг глаз имеются изогнутые и длинные щетинки (за глазом отсутствуют), которые напоминают ресницы, что вероятно служит для защиты глаз при передвижении по высокой траве. Голова и грудь с чёрными прожилками. Длинный ступенчатый хвост черновато-коричневый с широкими белыми кончиками на наружных рулевых перьях, внутренние рулевые перья песочно-рыжего цвета без отметин. Горло и грудь светло-коричневые, брюхо песочно-рыжее. Радужная оболочка от красной до коричневой. Изогнутый клюв красного цвета с жёлтым кончиком. Ноги тёмно-серые. У молодых особей верхняя сторона тела бледно-рыжая, нижняя — с чёрными прожилками. Окраска оперения у подвида T. l. infuscata бледнее, а подвид T. l. sirkee ещё бледнее.
Довольно молчаливая птица; изредка издаёт пронзительный крик «kek-kek-kek-kerek-kerek».

## Места обитания
Индийская кустарниковая кукушка широко распространена на Индийском субконтиненте. Ведёт оседлый образ жизни. Естественными местами обитания являются сухие лиственные вторичные леса, кустарники и заросли лантаны и густой травы, колючие и травянистые джунгли, сухие каменистые холмы. Встречается на равнинах и в предгорьях на высоте 1000 м над уровнем моря, в Непале в основном до 360 м.

## Биология
Индийская кустарниковая кукушка добывает пищу в основном на земле, часто бегает, иногда перелетает с одного дерева на другое. В состав рациона входят крупные насекомые, кузнечики, богомолы, гусеницы, термиты, а также ящерицы, ягоды, фрукты.
Индийская кустарниковая кукушка не является гнездовым паразитом. Гнездится преимущественно с июня по сентябрь в Индии, с июня по июль в Шри-Ланке. Гнездо представляет собой блюдце из веток, выложенное зелеными листьями, располагается у самой земли на невысоком кусте или дереве. В кладке 2—3 белых яйца, размером 36 × 26 мм. Насиживают кладку обе родительские птицы.

## Подвиды и распространение
Выделяют три подвида:
- Taccocua leschenaultii sirkee  (Gray, 1831) — Пакистан и северо-запад Индии
- Taccocua leschenaultii  infuscata  Blyth, 1845 — от центра и востока Гималаев до северо-востока Индии
- Taccocua leschenaultii  leschenaultii  Lesson, 1830 — юг Индии и Шри-Ланка